# XII koncert fortepianowy (KV 414)
XII Koncert fortepianowy A-dur 

12 Koncert na fortepian z towarzyszeniem orkiestry, jaki stworzył Wolfgang Amadeus Mozart. Skomponowany w lipcu 1782 roku w Wiedniu.
Jego części:
1. Allegro (około 10 minut)
2. Andante (około 7 minut)
3. Rondo: Allegro (około 6 minut)